# او بازگشته‌است
او بازگشته است(به آلمانی:Er ist wieder da) رمانی طنزگونه است دربارهٔ آدولف هیتلر که توسط نویسنده آلمانی تیمور ورمش نوشته شده است.
کتاب او بازگشته است در سال ۲۰۱۲ در نمایشگاه کتاب فرانکفورت عرضه شد و خیلی زود به مقام اول لیست مشهور نشریهٔ اشپیگل دست یافت. از این اثر فقط در آلمان حدود یک میلیون نسخهٔ چاپی و بیش از سیصدهزار نسخهٔ الکترونیکی و صوتی به‌فروش رسیده و حق ترجمهٔ کتاب هم به ۳۸ زبان داده شده است. انتشارات باستای لوبه حقوق مربوط به ساختن فیلمی از روی این کتاب را به مؤسسهٔ برلینر میتوس فیلم واگذار کرده است. کتاب هجوی تلخ و گزنده از زنده شدن مجدد هیتلر در برلین تابستان سال ۲۰۱۱ است، بدون آنکه بداند چه بر سرش آمده و چرا اینجاست. دیگران گمان می‌کنند، او بازیگر است. هیتلر پس از مدتی موفق می‌شود خود را به محیط جدید وفق دهد، تا جایی که برنامه‌ای تلویزیونی در اختیارش قرار می‌دهند تا به نشر افکار خود و عوام‌فریبی بپردازد. کتاب او بازگشته است هجویه‌ای دربارهٔ به‌سخره گرفتن افکار عمومی و تأثیر رسانه‌های عمومی در تغییر نگرش افراد حتی در جامعه‌ای پیشرفته چون آلمان است.
میشائل تسوکوس دربارهٔ آن نوشته: «کتابی فوق‌العاده است، باورکردنی نیست که چگونه آدم پس از خواندن چند صفحه شروع به مشاهده و تحلیل مسائل از دید آدولف هیتلر می‌کند.»
اشترن دربارهٔ آن آورده: «از یک سو بی‌نهایت بامزه است، زیرا این مرد طرز سخن گفتن دیکتاتور را بی‌نقص بیان می‌کند. از طرف دیگر، خنده به سرعت در گلوی آدم گیر می‌کند.»
پیتر هتسل دربارهٔ آن گفته: «بسیار خبیثانه است، ولی چشم‌های ما را باز می‌کند، آن را بخرید!»

## ترجمه فارسی
ترجمهٔ فارسی کتاب توسط مهشید میرمعزی انجام شده است. حق نشر این اثر از ناشر آلمانی خریداری شده و توسط مؤسسه انتشارات نگاه به چاپ رسیده است.